# Maids Moreton
Maids Moreton est une paroisse civile et un village du Buckinghamshire, en Angleterre.